# 华南可爱花
华南可爱花（学名：Eranthemum austrosinense）为爵床科喜花草属的植物，是中国的特有植物。分布在中国大陆的云南、贵州、广西、广东等地。